# Osrednja Mezeta
Osrednja Mezeta (včasih imenovano tudi Notranja planota ali kratko Mezeta) je ena od osnovnih geografskih enot Iberskega polotoka. Sestavljena je iz planote, ki pokriva velik del njegove notranjosti.
Razvit v 19. stoletju je koncept meseta central obravnaval Heinrich Moritz Willkomm z malimi črkami, sčasoma pa naj bi bil Salvador Calderón y Arana prvi, ki ga je uporabil z velikimi črkami, kar mu daje toponomastično naravo. Koncept je predstavil tudi José Macpherson y Hemas, medtem ko so pisatelji španske generacije iz leta 1998 močno prispevali k njegovi popularizaciji v javni sferi.
Gorsko območje Kastiljsko gorovje (špansko Sistema Central) seka čez osrednji del Mezete, tako da podenota Severna Mezeta (Submeseta Norte) (z višinami, ki se večinoma gibljejo od 700 do 800 m) zapusti sever in Južna Mezeta (Submeseta Sur) (z višinami večinoma od 600 do 700 m) na jug. Ustrezno prvo odmaka Douro, drugo pa Tagus in Guadiana. Mezeto obdajajo reliefne enote, kot so Leonsko gorovje (Montes de León), Galicijski masiv, Kantabrijsko gorovje, Baskijsko gorovje, Ibersko gorovje in Sierra Morena.